# خوليو أوليسس تيرا
خوليو أوليسس تيرا (بالإسبانية: Julio Ulises Terra)‏ (1920 بالأوروغواي - 31 أكتوبر 1985 بكوكوتا في كولومبيا) هو لاعب كرة قدم أوروغواني في مركز الدفاع، شارك في كأس أمريكا الجنوبية 1947. وشارك مع منتخب الأوروغواي لكرة القدم. أما مع النوادي، فقد لعب مع أتلتيكو ناسيونال وإنديبندينتي ميديلين وريفر بليت ونادي سان لورينزو وكوكوتا ديبورتيفو ‏.